# Église Saint-Sépulcre d'Abbeville
Pour les articles homonymes, voir Église du Saint-Sépulcre.
L'église Saint-Sépulcre est une collégiale gothique du XVe siècle dans le cœur historique de la vieille ville d'Abbeville. Les vitraux d'Alfred Manessier y attirent particulièrement les visiteurs.

## Historique

### Une fondation médiévale
À la fin du XIe siècle, le comte Guy Ier de Ponthieu rassembla les chevaliers du Nord de la France, avant qu'ils ne partent en croisade, à Abbeville où Godefroy de Bouillon les passa en revue. La tradition rapporte que l'église Saint-Sépulcre aurait été fondée sur les lieux mêmes du rassemblement des croisés.
De la fondation de cette église, on ne sait pratiquement rien, puisque aucun document ne mentionne la date de sa construction. On ne trouve aucune mention de l'église avant 1206. De plus, aucune trace des XIe siècle ou XIIe siècle n'est visible dans l'édifice.  Ce n'est qu'en 1332 que l'église Saint-Sépulcre fut mentionnée dans le Livre rouge de l'Échevinage, sans en donner de description.

### Reconstruction au XVe siècle
L'église actuelle a été bâtie au XVe siècle après la guerre de Cent Ans, à la faveur du renouveau économique, dans le style gothique flamboyant.

### Restauration et reconstruction au XIXe siècle
En septembre 1792, c'est dans l'église Saint-Sépulcre que se déroula l'élection des députés du district d'Abbeville à la Convention nationale. 
En 1863, étant donné le très mauvais état de l'église, d'importants travaux de restauration furent entrepris. Le clocher et le transept furent rebâtis en style néo-gothique en 1864. Elle fut classée monument historique, en 1907.

### Les destructions de la Seconde Guerre mondiale
Pendant la Première Guerre mondiale, Abbeville subit des bombardements, l'église Saint-Sépulcre ne fut pas touchée, mais des impacts proches firent éclater les vitraux. Le 31 mai 1924, la municipalité décida de réparer les dégâts subis par les églises Saint-Jacques et Saint-Sépulcre, ce qui coûta au total 181 Francs à la commune. En mai 1940, Abbeville subit un violent bombardement de la Luftwaffe, l'église Saint-Sépulcre fut durement touchée, les voûtes s'effondrèrent ainsi que certains murs. Les vitraux furent brisés par le souffle provoqué par la chute des bombes.

### La restauration de la fin du XXe siècle
La restauration du bâtiment ne fut entreprise que dans les années 1970. En 1982, l'inspecteur des monuments historiques, François Enaud, proposa à Alfred Manessier, peintre ayant passé son enfance à Abbeville, la création de vitraux pour l'église.
Le dimanche 2 avril 1989, Alfred Manessier inaugura les trois premiers vitraux qui ornent le chœur de l'église. L'ensemble quasi achevé des vitraux fut inauguré le 30 mai 1993. En 2012, le clocher fut doté d'une toiture remplaçant la toiture provisoire installée après 1945.

## Vitraux
Les verrières de l'église Saint-Sépulcre ont été réalisées à la fin du XXe siècle. Elles constituent, à elles seules, l'élément le plus notable de l'édifice.
Sur une commande de l'inspecteur général des monuments historiques, tous les cartons des vitraux ont été dessinés par Alfred Manessier (1911-1993), pendant cinq ans, de 1988 à 1993. L'artiste conçut son œuvre de trente-et-un vitraux à partir du thème de la victoire de la vie sur la mort, la Passion et la Résurrection.
Les verrières ont été réalisées par l'Atelier Lorin de Chartres. Les vitraux furent posés par Gérard Hermet et ses compagnons, en présence d'Alfred Manessier.
Ils sont constitués de milliers de formes dont les couleurs changent selon l'exposition de l'édifice. Ils attirent presque 11 000 visiteurs par an.

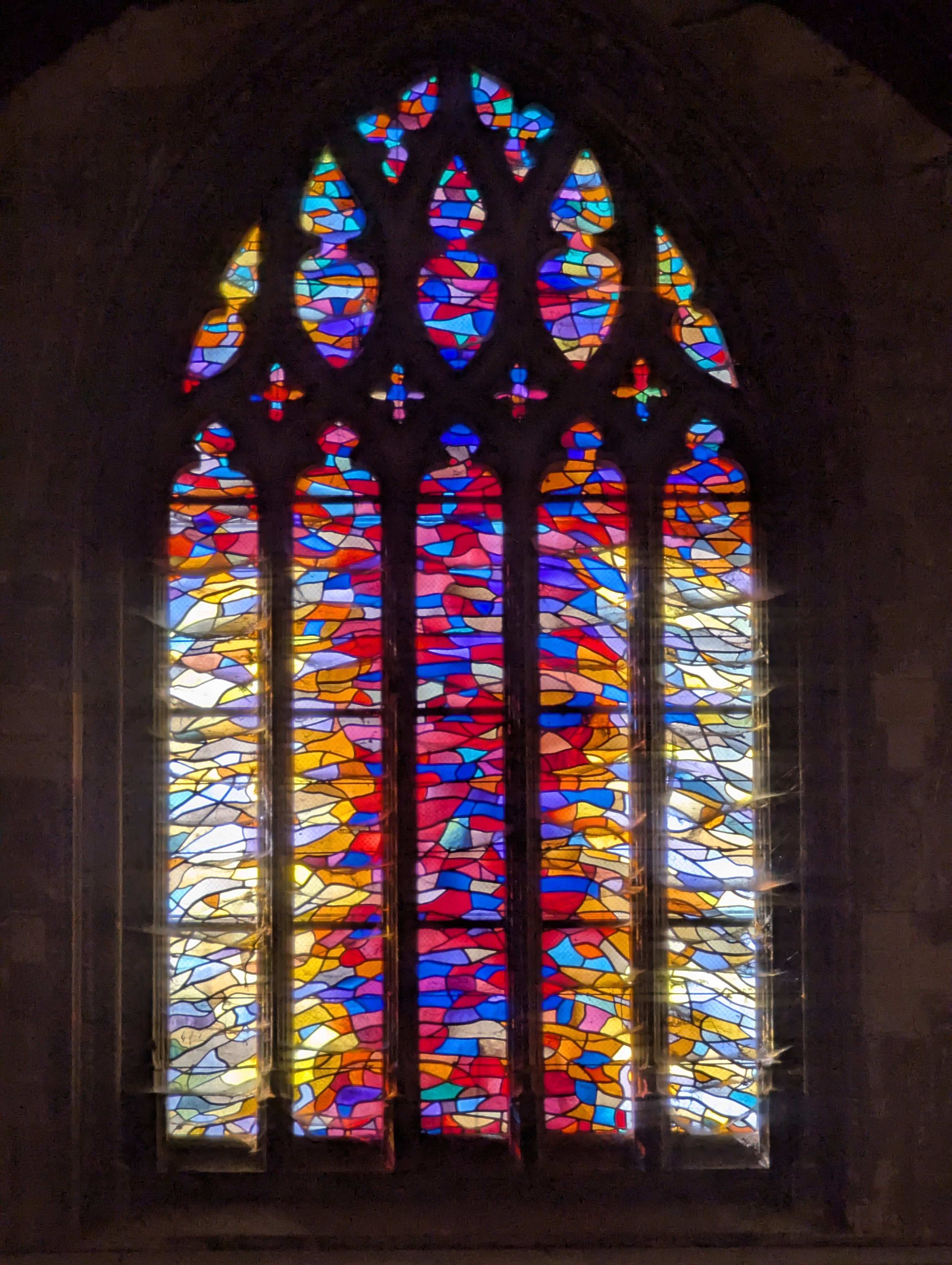
Vitrail Ouest de l'Eglise Saint-Sépulcre d'Abbeville aussi appelé Ombre de la Croix

Les verrières doivent se lire de la manière suivante :
- les trois vitraux de la chapelle sud évoquent la Cène, le blé dans le premier vitrail symbolise le pain, la vigne dans le troisième, le vin. Au centre le grand vitrail évoque l'annonce de la Pentecôte;
- le vitrail suivant évoque Jésus à Gethsémani ;
- la petite baie de la façade ouest évoque le chant du coq ;
- au centre de la façade, en haut, le vitrail représente l'ombre de la croix ;
- en bas à droite, c'est le vitrail du Stabat Mater ;
- au-dessus de la petite entrée, au nord, le vitrail évoque le ruissellement de l'eau et du sang ;
- le vitrail suivant évoque le chaos ;
- ensuite, c'est le crépuscule ;
- dans la chapelle de la mise au tombeau, deux vitraux évoquent Joseph d'Arimathie déposant le corps de Jésus dans son tombeau.
- Le grand vitrail suivant évoque la nuit du Samedi saint,
- et enfin la Résurrection ;
- les verrières du chœur  évoquent  Pâques et la joie des apôtres à l'annonce de la Résurrection ;
- le vitrail de l'étoile de David, sur le mur nord-est et celui de l'étoile des mers sur le mur sud-est terminent le parcours.

## Statue
- Mise au tombeau (XVIe siècle) : la Mise au tombeau, ou saint Sépulcre, est située dans un enfeu[6]. Jean ou Johan du Bos[7], bourgeois d'Abbeville finança sa réalisation et l'offrit à l'église. Endommagée à la Révolution, elle est restaurée par J. Blondin en 1899. Derrière deux arcatures de style gothique flamboyant, on distingue les sept personnages traditionnels : Joseph d'Arimathie et Nicodème, Marie, l'apôtre Jean et les Saintes Femmes : Marie de Magdala, Marie Jacobé et Marie Salomé. Le Christ allongé dans le sarcophage est en bois alors que les autres personnages sont en pierre[8] ;
- Statues de saint Augustin et de saint Ambroise (XIXe siècle) ;
- Deux bustes-reliquaires  (XIXe siècle) ;
- Bas-relief, Le Christ apparaissant à Marguerite-Marie (début du XXe siècle).

## Mobilier liturgique
- maître-autel (XVIIIe siècle et XIXe siècle) avec une gloire œuvre des frères Duthoit ;
- stalles (XVIIIe siècle) ;
- lutrin (XVIIIe siècle) ;
- confessionnal (XVIIIe siècle) ;
- chasses (XVIIe siècle et XVIIIe siècle) ;
- panneau sculpté, la Résurrection (XVIIIe siècle) ;
- chandeliers (atelier des Frères Duthoit, XIXe siècle).

## Personnalités
- Louis-Martin Porchez (1805-1860) fut vicaire de l'église de 1836 à 1858, avant d'être nommé évêque de la Martinique[9].